# Camillo De Riso
Camillo De Riso (Napoli, 20 novembre 1854 – Roma, 3 luglio 1924) è stato un attore e regista italiano del teatro e del cinema muto.

## Biografia
Figlio di Alfonso De Riso, attore teatrale molto popolare nell'Ottocento, iniziò nella compagnia del padre fino ai primi del Novecento, quando creò una compagnia teatrale assieme a Giuseppe Sichel e Giuseppe Brignone.
Nel 1912 fu ingaggiato dall'Ambrosio Film di Torino, dove formò un trio di successo insieme ad Eleuterio Rodolfi e Gigetta Morano, con i quali interpretò numerosi film. Passò alla Gloria Film nel 1913, dove fu anche regista, interprete e soggettista, della serie comica Camillo, che durò fino al 1923 (anche alla Caesar Film di Roma dal 1915).
Furono oltre un centinaio le pellicole - in prevalenza divertenti commedie - a cui prese parte il De Riso nella sua carriera cinematografica, che durò sino alla sua morte avvenuta nel 1924.

## Filmografia

### Attore
- La moglie del mio cliente, regia di Eleuterio Rodolfi (1912)
- Rodolfi apache (1912)
- L'ostrica perlifera (1912)
- Il mio matrimonio (1913)
- Il bustino rosa, regia di Eleuterio Rodolfi (1913)
- Partita doppia (1913)
- Un successo diplomatico (1913)
- Il francobollo raro, regia di Eleuterio Rodolfi (1913)
- Pioggia d'oro (1913)
- Che paese allegro, regia di Eleuterio Rodolfi (1913)
- Quel discolo di papà (1913)
- Complice il marito, regia di Eleuterio Rodolfi (1913)
- La collegiale (1913)
- Florette e Patapon, regia di Mario Caserini (1913)
- L'oca alla Colbert, regia di Eleuterio Rodolfi (1913)
- Come presi moglie, regia di Eleuterio Rodolfi (1913)
- La capanna e il tuo cuore (1913)
- Un qui-pro-quo, regia di Alberto Degli Abbati (1913)
- La buona istitutrice, regia di Eleuterio Rodolfi (1913)
- Il treno degli spettri, regia di Mario Caserini (1913)
- Ma l'amor mio non muore, regia di Mario Caserini (1913)
- Coiffeur pour dames, regia di Eleuterio Rodolfi (1913)
- L’acquazzone in montagna, regia di Mario Caserini (1914)
- Nerone e Agrippina, regia di Mario Caserini (1914)
- La signora dalle camelie, regia di Gustavo Serena (1915)
- Storie vecchie e fatti nuovi, regia di Eleuterio Rodolfi (1915)
- A San Francisco, regia di Gustavo Serena (1915)
- La perla del cinema, regia di Giuseppe De Liguoro (1916)
- Odette, regia di Giuseppe De Liguoro (1916)
- Don Giovanni, regia di Edoardo Bencivenga (1916)
- Ferréol, regia di Edoardo Bencivenga (1916)
- Baby l'indiavolata, regia di Giuseppe De Liguoro (1916)
- Andreina, regia di Gustavo Serena (1917)
- Mariute, regia di Edoardo Bencivenga (1918)
- L'accidia, regia di Alfredo De Antoni (1919)
- L'invidia, regia di Edoardo Bencivenga (1919)
- Papà Eccellenza, regia di Ivo Illuminati (1919)
- Le avventure di Bijou, regia di Augusto Genina (1919)
- La casa in rovina, regia di Amleto Palermi (1920)
- La modella, regia di Mario Caserini (1920)
- Tre persone per bene, regia di Ermanno Geymonat (1922)
- Un viaggio di piacere, regia di Ermanno Geymonat (1922)
- La gola del lupo, regia di Torello Rolli (1923)
- Occupati d'Amelia, regia di Telemaco Ruggeri (1925)

### Regista
- Matrimonio segreto (1913) – anche attore e soggetto
- Romanticismo (1913) - anche attore
- Scolaro per amore (1913) – anche attore
- Sonnambulismo (1913) - anche attore
- Camillo avvelenato suo malgrado (1914) - anche attore
- Camillo uccisore di leoni (1914) - anche attore
- Guerra in tempo di pace (1914) - anche attore
- I mariti allegri (1914) - anche attore
- L'orologio del signor Camillo (1914) - anche attore
- Il precettore di Sua Altezza (1914) – anche attore
- Il signor Camillo cacciatore d’orsi (1914) anche attore
- Il signor Camillo in fasce (1914) anche attore
- L'armatura di Carlo Magno (1915)
- Armiamoci e... partite! (1915)
- Astuzia di donna (1915) – anche attore
- In cerca di un marito per mia moglie (1915) – anche attore
- In vecchie membra... pizzicor d'amore (1915) – anche attore
- La mano nera (1915)
- Mia nipote Clementina (1915) – anche attore
- Non fumo… e sento odor di fumo (1915) – anche attore
- L'onorevole Campodarsego (1915) –anche attore
- Per essere più libero (1915) – anche attore
- Il piccolo protettore (1915)
- Avventura di viaggio (1916) - anche attore
- Choc nervoso (1916) - anche attore
- Il fuoco accanto alla paglia (1916) - anche attore
- La zia... Camillo (1916) - anche attore
- Martire! (1917) - anche attore
- Matrimonio in ventisette minuti (1917) - anche attore
- Matrimonio d'interesse (1917) - anche attore
- Nanà (1917)
- La principessa (1917) - anche attore e sceneggiatura
- Il salvatore caduto dal cielo (1917) - anche attore
- Crispino e la comare (1918) - anche attore
- Gola (1918), episodio de I sette peccati capitali - anche attore
- Mademoiselle Montecristo (1918) - anche attore
- Niniche (1918) - anche attore
- I nostri buoni villici (1918) - anche attore
- La figlia unica (1919) - anche attore
- Una donna funesta (1919) - anche attore
- Le novantanove disgrazie del sig. Camillo (1919) - anche attore
- Spiritismo (1919)
- Il viaggio di Berluron (1919) - anche attore
- Il mulino (1920)
- Colei che si deve sposare (1920) - anche attore
- Jou-Jou (1920) - anche attore
- Otello (1920)
- Una donna, una mummia, un diplomatico (1920) - anche attore
- Il cuore sotto il maglio (1920) anche attore
- Raffica sulla felicità (1920)
- Tre milioni di dote (1920)
- Le nipoti d'America (1921) - anche attore
- Giulia di Trécoeur (1921)
- Al chiaror dei lampi (1921)
- Camillo emulo di Sherlock Holmes (1921) - anche attore
- Chi troppo vuole... (1921) - anche attore
- Come donna imbroglia, così sbroglia (1921) - anche attore
- Farfallino (1921) - anche attore
- Di notte all'aria aperta (1922) - anche attore
- Quando gallina canta... gallo tace (1922) - anche attore
- La vendetta di Camillo (1922) – anche attore
- Avventura di collegio (1923) - anche attore
- Camillo, la figlia e l’altro (1923) - anche attore
- Il general Camillo (1923) - anche attore
- L'indispensabile Camillo (1923) - anche attore
- Gli orecchini della nonna (1923) - anche attore
- Le sorprese di Don Camillo (1923) - anche attore